# دسته فرشتگان
دسته فرشتگان (انگلیسی: Band of Angels) نام فیلمی است درام و عاشقانه که در سال ۱۹۵۷ و در جنوب آمریکا قبل و در طی جنگ داخلی آمریکا فیلم‌برداری شده‌است. فیلم براساس رمانی به همین نام نوشتهٔ رابرت پن وارن (سال ۱۹۵۵) ساخته شده‌است. این فیلم به کارگردانی رائول والش و با نقش‌آفرینی بازیگرانی چون کلارک گیبل، ایوان دکارلو و سیدنی پوآتیه ساخته شده‌است . 